# بيدرو أوخيدا
بيدرو أوخيدا (بالإسبانية: Pedro Ojeda)‏ هو لاعب كرة قدم أرجنتيني في مركز الهجوم، ولد في 15 نوفمبر 1972 في مدينة سان لويس في الأرجنتين. لعب مع نومانسيا.

## وصلات خارجية
- بيدرو أوخيدا على موقع قاعدة بيانات كرة القدم.إي يو (الإنجليزية)